# Ivo Karlović
Ivo Karlović (Zagreb, 28. veljače 1979.), umirovljeni je hrvatski tenisač.
Profesionalno se tenisom bavio od 2000. godine sve do službenog umirovljenja 2024. Do sada mu je najveći uspjeh osvajanje osam turnira u pojedinačnoj konkurenciji, te dva turnira u konkurenciji parova. Od najboljih Grand Slam rezultata izdvaja se četvrtina završnice Wimbledona 2009. godine.
Visok je 211 cm, pa je zbog toga najviši tenisač koji je ikada dospio u Top 100. Upravo zbog svoje visine najjača strana su mu servisi. Karlović je tako trenutačno uvjerljivo prvi na ljestvici broja as servisa u povijesti tenisa.
U siječnju 2019., Ivo Karlović na pragu 40. godine, došao je do svojega 19. finala na ATP turnirima, pobijedivši u polufinalu u indijskom Puneu. Stigao je do 13 tisuća aseva u karijeri. Ujedno je postao i najstariji finalist na ATP turnirima nakon 1977. godine i Australca Kena Rosewalla, koji je kao 43-godišnjak osvojio turnir u Hong Kongu.
Uz mnogobrojne servisne rekorde, Karlović do dana današnjeg drži rekord kao posljednji igrač koji je pobijedio u prvom kolu nekog Grand Slama tenisača koji je prethodne godine osvojio taj isti Grand Slam (Hewitt, Wimbledon, 2003.godina)

## Športska karijera
Tijekom karijere stekao je nekoliko nadimaka koji su uglavnom vezani za njegovu sposobnost serviranja velikog broja as servisa:
- Dr. Ivo,
- The King of Aces (Kralj aseva),
- The Giant from Šalata (Div sa Šalate),
- Banderas (bandera = visoki stup),
- Naša Ljubičica
- Poison Ivo (Otrovni Ivo)
- Gorila[3]
- Godzilla[3]

Na teniskom turniru u San Joseu, sredinom veljače 2007., po drugi puta u karijeri, došao je do finala, no izgubio je u od Škota Andyja Murrayja iako je imao osvojen prvi set i break viška u drugom setu.
Svoj prvi ATP turnir, osvojio je 15. travnja 2007. u Houstonu na zemljanoj podlozi, svladavši u finalu, argentinskog tenisača Mariana Zabaletu. Na putu do naslova nije izgubio niti jedan set.
Osvojio je još dva ATP turnira u 2007. u Nottinghamu te u Stockholmu i Bogoti. Jubilarnu 100. pobjedu na ATP-turnirima, ostvario je u polufinalu turnira u Stockholmu. 
Bivši je član hrvatske teniske reprezentacije u Davis Cupu.

## Rekordi u servisu
18. rujna 2009. godine Karlović je servirao 78 as servisa (od toga 77 na prvi servis) tijekom Davis kup susreta u meču protiv Radeka Štěpáneka, srušivši time vlastiti rekord od 51 as servis (iz meča protiv Danielea Braccialija) iz 2005. godine s Wimbledona te 55 as servisa (iz meča protiv Lleytona Hewitta) s French opena iz 2009. godine. 
Samo jednom tijekom dosadašnje ATP karijere tijekom jednog meča nije uspio zabiti as servis i to protiv Francuza Gaëla Monfilsa 2008. godine u Monte Carlu. Njegov rekord postignutih as servisa na jednom meču je srušen u najdužem meču u povijesti koji se odigrao u prvom kolu Wimbledona 2010. godine između Johna Isnera (113 aseva) i Nicolasa Mahuta (103 asa). 
Pet godina je završavao kao igrač s najvećim brojem as servisa na ATPu (2007, 2008, 2009, 2014. i 2015.) i time se približio rekordu Gorana Ivaniševića koji je 6 puta bio najbolji (1992, 1994, 1996, 1997, 1998. i 2001.). Trenutno je igrač s najvećim postotkom osvojenih poena nakon prvog servisa (83%), a Goran Ivanišević je drugi s 82%. Deset godina je završavao kao igrač s najvećim postotkom dobivenih poena nakon prvog servisa, a Goran Ivanišević je bio najboji u toj kategoriji šest puta (1992, 1994,1995, 1996, 1998. i 2001.). Jedini je igrač koji je u 3 meča za redom servirao više od 40 aseva (Wimbledon 2015). Od liste 10 mečeva s najvećim brojem as servisa (od 1991 godine se prate sustavno podaci) Ivo Karlović je čak 5 puta naveden i drži - 3. mjesto 78 aseva (Štepanek 2009.), 4. mjesto 75 aseva (Zeballos 2017), te 7.(61 as), 8.(61 as) i 9.(59 aseva) mjesto. Da ne računamo mitski meč između Isnera i Mahuta koji je trajao 3 dana u Wimbledonu 2010. godine kada su postigli 113 (Isner) i 103 (Mahut) asova i odigrali ukupno 183 gema, Karlović bi držao prva dva te peto, šesto i sedmo mjesto na ovoj listi i još možda jedno ili dva mjesta s obzirom na to da još ima mečeve s 55 aseva (Hewitt 2009) i 53 asa (Dolgopolov 2015).
Tijekom 2007. godine Karlović je postao četvrti igrač u povijesti s preko 1000 aseva u jednoj sezoni. Završivši sezonu s 1318 aseva postavio se na drugo mjesto svih vremena iza Gorana Ivaniševića koji je sezonu 1996. godine završio odserviravši navjerojatnih 1477 aseva. Godine 2015. Karlović ga je skoro prestigao jer je odservirao 1447 aseva.
Karlovićev najbrži službeno zabilježeni servis ujedno i drugi najbrži ikada servirani u povijesti iznosi 251 km/h (156 mph) tijekom Davis kup susreta s Njemačkom u meču parova s Ivanom Dodigom protiv Christopera Kasa i Philippa Petzschnera. Njegov prijašnji rekordni servis iznosio je 247 km/h (153 mph) iz pobjede protiv Arnauda Clémenta u finalu turnira u Nottingham 2007. godine. Taj servis je i danas treći najbrži svih vremena iza 249 km/h (155 mph) brzog servisa Andija Roddicka. Karlović je 3. kolovoza 2007. godine također sevirao i 232 km/h (144 mph) brz drugi servis protiv Paula Capdevillea a taj sevis nosi rekord najbržeg drugog servisa ikada.
U meču protiv Daniela Brandsa, kojeg je pobijedio s 6:7 (4), 7:5, 7:6 (3), izjednačio rekord po broju asova u meču koji se igra na dva osvojena seta serviravši 44 asa.
U 3. kolu ATP turnira u Pekingu Karlović je pretigao Gorana Ivaniševića na prvom mjestu ljestvice tenisača s najviše pogođenih asova u karijeri na ATP Touru s 10.247 aseva u karijeri. No, niti 26 ispaljenih aseva nije mu pomoglo da pobijedi Urugvajca Pabla Cuevasa, koji je bio bolji s 7:6 (5) i 7:6 (6).

## Osobni život
Tijekom Karlovićeva djetinjstva njegova majka radila je u poljoprivredi, a otac je bio meteorolog. Vjenčao se 29. ožujka 2005. godine za svoju ženu Alsi. Najomiljeniji način aktivne zabave mu je igranje košarke. Karlović nosi obuću veličine 49 (US size 16).
Dana 27. travnja 2013. primljen je u bolnicu u Miamiju. U početku su neki portali prenijeli vijest da se sumnjalo na blaži moždani udar, ali je ubrzo potvrđeno da boluje od virusnog meningitisa.

## Osvojeni turniri

### Pojedinačno (8)
| Br. | Nadnevak            | Turnir         | Suparnik u finalu | Rezultat                |
| 1.  | 15. travnja 2007.   | Houston        | Mariano Zabaleta  | 6:4, 6:1                |
| 2.  | 23. lipnja 2007.    | Nottingham     | Arnaud Clement    | 3:6, 6:4, 6:4           |
| 3.  | 14. listopada 2007. | Stockholm      | Thomas Johansson  | 6:3, 3:6, 6:1           |
| 4.  | 21. lipnja 2008.    | Nottingham     | Fernando Verdasco | 7:5, 6:7(4), 7:6(8)     |
| 5.  | 21. srpnja 2013.    | Bogota         | Alejandro Falla   | 6:3, 7:6(4)             |
| 6.  | 22. veljače 2015.   | Delray Beach   | Donald Young      | 6:3, 6:3                |
| 7.  | 17. srpnja 2016.    | Newport        | Gilles Müller     | 6:7(2), 7:6(5), 7:6(12) |
| 8.  | 13. kolovoza 2016.  | Los Cabos Open | Feliciano López   | 7:6(5), 6:2             |

### Parovi (2)
| Br. | Nadnevak          | Turnir   | Partner       | Protivnici u finalu                   | Rezultat         |
| 1.  | 27. veljače 2006. | Memphis  | Chris Haggard | James Blake i Mardy Fish              | 0:6, 7:5, [10:5] |
| 2.  | 13. lipnja 2015.  | Rosmalen | Łukasz Kubot  | Pierre-Hugues Herbert i Nicolas Mahut | 6:2, 7:6, [11:9] |

## Odigrana finala

### Pojedinačno (9)
| Br. | Nadnevak          | Turnir        | Suparnik u finalu     | Rezultat            |
| 1.  | 11. lipnja 2005.  | Queens        | Andy Roddick          | 6:7(7), 6:7(4)      |
| 2.  | 18. veljače 2007. | San Jose      | Andy Murray           | 7:6(3), 4:6, 6:7(2) |
| 3.  | 28. veljače 2010. | Delray Beach  | Ernests Gulbis        | 2:6, 3:6            |
| 4.  | 16. veljače 2014. | Memphis       | Kei Nishikori         | 4:6, 6:7(0)         |
| 5.  | 24. svibnja 2014. | Düsseldorf    | Philipp Kohlschreiber | 4:6, 6:7(4)         |
| 6.  | 13. srpnja 2014.  | Newport       | Lleyton Hewitt        | 3:6, 7:6(4), 6:7(3) |
| 7.  | 20. srpnja 2014.  | Bogota        | Bernard Tomić         | 6:7(3), 6:3, 6:7(4) |
| 8.  | 19. srpnja 2015.  | Newport       | Rajeev Ram            | 6:7(5), 7:5, 6:7(4) |
| 9.  | 24. srpnja 2016.  | Washington DC | Gaël Monfils          | 7:5, 6:7(6), 4:6    |

### Parovi (1)
| Br. | Nadnevak         | Turnir       | Partner            | Protivnici u finalu                    | Rezultat         |
| 1.  | 23. srpnja 2007. | Indianapolis | Tejmuraz Gabašvili | Juan Martin del Potro i Travis Parrott | 6:3, 2:6, [6:10] |

## Mečevi Ive Karlovića s najviše as servisa
| Br. | Godina | Turnir          | Suparnik            | Aseva, W/L | Poredak na svjetskoj listi |
| 1.  | 2009.  | Davis Cup       | Radek Štěpánek      | 78 L       | 3                          |
| 2.  | 2017.  | Australian Open | Horacio Zeballos    | 75 W       | 4                          |
| 3.  | 2016.  | US Open         | Lu Yen-Hsun         | 61 W       | 7                          |
| 4.  | 2018.  | Wimbledon       | Jan-Lennard Struff  | 61 L       | 7                          |
| 5.  | 2019.  | Australian Open | Kei Nishikori       | 59 L       | 9                          |
| 6.  | 2009.  | Roland Garros   | Lleyton Hewitt      | 55 L       | 11                         |
| 7.  | 2015.  | Wimbledon       | Alexandr Dolgopolov | 53 W       | ?                          |
| 7.  | 2018.  | Australian Open | Yuichi Sugita       | 53 W       | ?                          |
| 9.  | 2018.  | Australian Open | Andreas Seppi       | 52 L       | ?                          |
| 10. | 2005.  | Wimbledon       | Daniele Bracciali   | 51 L       | ?                          |

## Izbor iz statistike i poredak Ive Karlovića na svjetskoj listi po kategorijama
| Godina                 | Postignuto aseva/mečeva | Osvojeno servis gemova | Osvojeno poena 1. servisa | Spašeno "Break" poena | Prosjek aseva po meču |
| 2004.                  | 842 / 44-4 (3)          | 90.4 % (4)             | 82.2 % (1)                | 69.4 % (5)            | 21.1 (1)              |
| 2005.                  | 730 / 40-1 (4)          | 90.6 % (2)             | 83.0 % (1)                | 69.3 % (5)            | 18.7 (1)              |
| 2006.                  | 647 / 36 (5)            | 91.2 % (1)             | 81.8 % (1)                | 70.0 % (1)            | 18.0 (1)              |
| 2007.                  | 1318 / 64 (1)           | 94.5 % (1)             | 83.6 % (1)                | 74.6 % (1)            | 20.6 (1)              |
| 2008.                  | 961 / 57-3 (1)          | 90.4 % (2)             | 81.2 % (2)                | 66.7 % (10)           | 17.8 (1)              |
| 2009.                  | 890 / 46-3 (1)          | 92.2 % (2)             | 84.8 % (2)                | 68.9 % (4)            | 20.7 (1)              |
| 2010.                  | 472 / 26-1 (17)         | 91.4 % (1)             | 83.6 % (1)                | 70.5 % (3)            | 18.9 (1)              |
| 2011.                  | 632 / 36 (6)            | 90.0 % (2)             | 80.3 % (1)                | 70.4 % (2)            | 17.6 (1)              |
| 2012.                  | 506 / 30 (15)           | 87.3 % (8)             | 79.3 % (4)                | 64.3 % (28)           | 16.9 (1)              |
| 2013.                  | 485 / 28 (11)           | 90.6 % (2)             | 82.2 % (1)                | 64.5 % (31)           | 17.3 (1)              |
| 2014.                  | 1185 / 64 (1)           | 93.0 % (2)             | 84.1 % (1)                | 73.1 % (4)            | 18.3 (1)              |
| 2015.                  | 1447 / 63 (1)           | 95.5 % (1)             | 84.6 % (1)                | 79.7 % (1)            | 23.0 (1)              |
| 2016.                  | 1131 / 54 (2)           | 92.7 % (2)             | 82.1 % (2)                | 72.7 % (1)            | 20.9 (2)              |
| 2017.                  | 730 / 35 (5)            | 93.3 % (1)             | 82.3 % (1)                | 72.4 % (2)            | 20.9 (1)              |
| 2018.                  | 634 / 27 (6)            | 92.8 % (2)             | 83.8 % (1)                | 73.1 % (1)            | 23.5 (1)              |
| 30.01.2019. u karijeri | 13158 / 664 (1)         | 92.1 % (1)             | 82.8 % (1)                | 71.4 % (1)            | 19.8 (1)              |

## Vanjske poveznice
- ATP profil